# Dan Peek
Dan Peek (1 de noviembre de 1950-24 de julio de 2011) fue un músico estadounidense, más conocido por haber sido integrante del grupo de folk-rock America entre 1970 y 1977 junto a Gerry Beckley y Dewey Bunnel.
Se le considera además pionero en la música cristiana contemporánea.

## Biografía

### Con America
Dan Peek, nació en 1950 en Panama City (Florida). Debido a que su padre era militar, la familia Peek llegó a viajar a países como Pakistán e Inglaterra. Fue durante su adolescencia cuando conoció a los que serían sus compañeros en la banda America, en un colegio al norte de Londres, llamado London Central High School, en la ciudad de Bushey Hall, donde acudían hijos de militares y funcionarios estadounidenses en el extranjero. Allí, Dan Peek conoció a Gerry Beckley y luego formaron una banda llamada "The Days". Al salir de la universidad, los dos jóvenes conocieron a Dewey Bunnell, y en ese momento se renombró a la banda con el nombre "America".
Juntos comenzaron a tocar improvisadamente en locales de Londres en 1967 influenciados por la música folk estadounidense. cuyo primer disco homónimo fue editado en 1971, les proporcionó un gran éxito, en buena parte gracias al tema "Horse with no name", en el cual Dan tocaba el bajo y hacía trabajo de segunda voz. Él también fue compositor de varios temas del grupo, y además de la guitarra, tocaba el bajo, el teclado, la armónica. En los 70's, cosechó con la banda varios grandes éxitos musicales que los llevaron a obtener múltiples reconocimientos, entre ellos un premio Grammy a los mejores nuevos artistas.

### Música cristiana
Durante su tiempo con América, Peek había pasado por momentos de uso de drogas y alcohol, hasta que en mayo de 1977, decidió abandonar la banda para dedicarse a la música cristiana. Recientemente había renovado su fe cristiana y ahora rechazaba el uso de dichas sustancias adictivas y además marcaba un comienzo en su búsqueda de una dirección artística diferente a la de Beckley y Bunnell.
Peek firmó un contrató con Pat Boone y Lamb & Lion Records, y lanzó su primer álbum en solitario, All things are possible, ('Todas las cosas son posibles'), en el año de 1978. El álbum, producido  y coescrito por Chris Christian, fue un éxito en la escena de la música cristiana contemporánea, y Peek se postuló como un artista pionero en la categoría emergente. El sencillo principal logró entraren las listas de popularidad de Billboard durante el otoño de 1979, alcanzando el número 78. Luego entró dentro del Top 10 en el A/C Billboard y el #1 de las listas de música cristianas. El sencillo estuvo 13 semanas en el número 1, y fue nominado para un premio Grammy.
Peek había terminado en buenos términos con sus excompañeros de América, y ellos también colaboraron como segunda voz en la canción Love Was Just Another Word (1979).
Más tarde, después de varios años de inactividad en la escena musical, Dan Peek resurgió en mayo de 1984, lanzando su segundo álbum cristiano en solitario, Doer of the Word (1984), ('Hacedor de la Palabra'), en Home Sweet Home Records. Una vez más, fue producido por Chris Christian, y el sencillo principal contó con la colaboración de Beckley en los coros. 
En los próximos años, Peek emitiría dos álbumes más en solitario: Electro Voice (1986) y Crossover (1987). Este último contenía una reedición de la canción "Lonely People", en la cual cambió un poco la letra reflejando su fe cristiana, por ejemplo en los versos: ""...ride that highway in the sky" y "give your heart to Jesus Christ", (da tu corazón a Jesucristo. 
Muchos de sus sencillos han sido reunidos en discos compilatorios o álbumes de música cristiana.

### Muerte
Peek murió el 24 de julio de 2011 debido a una pericarditis fibrinosa, mientras dormía en su casa de Farmington, Misuri. Tenía 60 años. La última canción que grabó fue "Kiss Me On The Waves", en abril de 2011, en una colaboración con el grupo canario "Etcétera". La canción fue compuesta por el líder de "Etcétera", el compositor tinerfeño Guillermo Albelo y se incluyó en el álbum "Steps On The Water", editado unas semanas después de la muerte de Dan. Colaboró también en la producción, Julio Castejón (Asfalto), aportando su buen gusto y ritmo en la guitarra eléctrica.